# Raïon de Kizilskoïe
Le raïon de Kizilskoïe (en russe : Кизильский район, kizil'ski raïon) est une subdivision administrative de l'oblast de Tcheliabinsk, en Russie. Son centre administratif est le village de Kizilskoïe.

## Géographie
Le raïon est situé dans l'Oural.
|           | Raïon d'Agapovka    | Raïon de Kartaly                |
| Bachkirie | raïon de Kizilskoïe | Raïon de Kartaly Raïon de Bredy |
|           | Oblast d'Orenbourg  |                                 |

## Administration
| №  | municipalité                     | Centre           | Nombre de villages | Population (2002) |
| -- | -------------------------------- | ---------------- | ------------------ | ----------------- |
| 1  | Municipalité de Bogdanovskoïe    | Bogdanovskoïe    | 4                  | 1708              |
| 2  | Municipalité de Granitnïi        | Granitnïi        | 6                  | 1940              |
| 3  | Municipalité de Zingeïskïi       | Zingeïskïi       | 3                  | 2005              |
| 4  | Municipalité de Izmaïlobskïi     | Izmaïlobskïi     | 5                  | 2164              |
| 5  | Municipalité de Karaboulak       | Karaboulak       | 2                  | 809               |
| 6  | Municipalité de Katchbakhskïi    | Katchbakhskïi    | 3                  | 1094              |
| 7  | Municipalité de Kizilskoïe       | Kizilskoïe       | 3                  | 6888              |
| 8  | Municipalité de Novoiérchovskoïe | Novoiérchovskoïe | 3                  | 861               |
| 9  | Municipalité de Nivipokrovskïi   | Novopokrovskïi   | 2                  | 681               |
| 10 | Municipalité d'Obroutchiovska    | Obroutchiovska   | 3                  | 1633              |
| 11 | Municipalité de Polotchkoïe      | Polotchkoïe      | 6                  | 2454              |
| 12 | Municipalité de Poutz Oktiabria  | Poutz Oktiabria  | 6                  | 2232              |
| 13 | Municipalité de Sirtinskïi       | Sirtinskïi       | 3                  | 1943              |
| 14 | Municipalité d'Oural             | Oural            | 3                  | 1 216             |

## Histoire
Le raïon a été créé le 4 novembre 1926.

## Économie
L'économie locale est avant tout agricole, basée sur la culture céréalière et l'élevage.

## Religion
Le doyenné orthodoxe de Kizilskoïe, dépendant de l'éparchie de Magnitogorsk, recoupe les limites du raïon.